# Agnès Pierron
 (novembre 2016).
Si vous disposez d'ouvrages ou d'articles de référence ou si vous connaissez des sites web de qualité traitant du thème abordé ici, merci de compléter l'article en donnant les références utiles à sa vérifiabilité et en les liant à la section « Notes et références ».
Pour les articles homonymes, voir Pierron.
Agnès Pierron est une linguiste française. Elle est l’autrice de nombreux ouvrages consacrés à la langue française et aux arts du spectacle vivant. 

## Biographie
Docteur ès-lettres, ayant, en parallèle de ses études de lettres, suivi une formation de comédienne au conservatoire de Nancy, elle s’implique au début des années 1980 dans le développement du Théâtre de la Criée à Marseille, tout en publiant régulièrement dans des revues spécialisées comme l’Avant-scène, Le Journal de la Comédie-Française ou Théâtre-Public.
Productrice à France Culture dans les années 1990[Quoi ?], elle écrit pour le théâtre et poursuit ses recherches en faveur de la langue française[Quoi ?]. 
Elle est l'autrice d'ouvrages de vulgarisation sur la langue française et le théâtre : Le Grand Guignol. Le Théâtre des peurs de la Belle-Epoque (coll. « Bouquins », Robert Laffont), Dictionnaire de la langue du théâtre (Le Robert), couronné par le Grand Prix de la Critique en 2003, Mots du cirque (Stock), Bouquin des mots du sexe (coll. « Bouquins », Robert Laffont, 2015). En 2015, elle publie les recueils Lettres d’amour, Lettres érotiques et Lettres de rupture, dans la collection « Mots intimes », aux éditions Le Robert. Elle donne des conférences sur ces sujets (Trinity College de Dublin, Deland University (Floride, États-Unis), Namzan University (Japon), en Amérique latine, en Suède et aux Pays-Bas, ou en Suisse, Belgique et Québec, dans le cadre de la francophonie).
En parallèle de ses recherches consacrées aux arts de la scène[Quoi ?], aux « enfers » de la langue et aux « mauvais genres » de la littérature, elle collabore à de nombreux dictionnaires de citations, de proverbes, de dictons et d’expressions (parmi lesquels Le Bouquin des dictons, coll. « Bouquins », Robert Laffont, 2013 et Après moi le déluge, éditions du CERF, 2014).

## Distinctions
- Prix du Syndicat de la critique 2003 : Prix du meilleur livre sur le théâtre pour Dictionnaire de la langue du théâtre

### Articles de journaux
- Marine de Tilly, « Dictionnaire des mots du sexe d'Agnès Pierron », Le Point,‎ 20 février 2012 (lire en ligne).